# هيولى (فلسفة)
يعرف الهيولي انه طقعات حسام بكل بساطة
الهِيُولى أو الهِيولا (Hyle) كلمة يونانية تعنى الأصل أو المادة، وهى واحدة في جميع الأشياء في الجماد، والنبات، والحيوان. وإنما تتباين الكائنات في الصور فقط. فالهيولى في ذاته لا صورة له ولا صفة. لذلك يحتاج إلي الصورة لكي تجعله يوصف ويظهر وتتحدد معالمه. فالصورة هي المبدأ الذي يعين الهيولى ويعطيها ماهية خاصة. فالهيولي والصورة لا ينفصلان. إذ كل موجود يتكون من كليهما.
وتسمى الهيولى بالجوهر المادي.
وفي فلسفة أرسطو فإن الشئ، بما له من هيولي وصورة، أطلق عليه أرسطو كلمة الجوهر. ومن الجواهر المختلفة، تتكون الحقيقة.